# Rondania dispar
Rondania dispar là một loài ruồi trong họ Tachinidae.